# هموگلوبینمیا

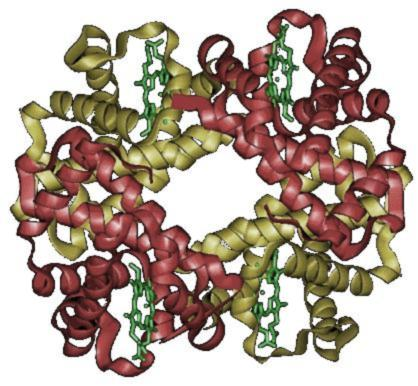
تصویر 3 بعدی از ساختار هموگلوبین

هموگلوبینمیا (انگلیسی: Hemoglobinemia) یک وضعیت پزشکی است که در آن، میزان هموگلوبین در پلاسمای خون افزایش می‌یابد. این وضعیت، نتیجهٔ همولیز در رگ‌های خونی است که هموگلوبین از گلبول‌های قرمز خون جدا می‌شوند.
هموگلوبینمیا در اثر عوامل داخلی و خارجی ممکن است ایجاد شود. اگر علت آن داخلی باشد، بیشتر به سبب ناهنجاری‌های ژنتیکی مغلوب است که منجر به لیز خون می‌شوند. دلایل خارجی، موجب می‌شوند که یک پادتن علیه گلبول‌های قرمز به وجود بیاید.